# رافاييل مونيوث
رافاييل مونيوث (بالإسبانية: Rafael Muñoz)‏ هو صحفي ومؤلف وكاتب مكسيكي، ولد في 1 مايو 1899 في تشيهواهوا في المكسيك، وتوفي في 2 يوليو 1972 في مدينة مكسيكو في المكسيك.